# Tự lừa dối
Tự lừa dối là một quá trình từ chối hoặc hợp lý hóa sự liên quan, ý nghĩa hoặc tầm quan trọng của bằng chứng đối lập và lập luận logic. Tự lừa dối liên quan đến việc thuyết phục bản thân về một sự thật (hoặc thiếu sự thật) để người ta không tiết lộ bất kỳ sự tự hiểu biết nào về sự lừa dối.

## Lịch sử tóm tắt
Trong khi Freudian phân tích ý thức và tâm trí vô thức thống trị lĩnh vực này, ngày càng nhiều nhà khoa học tâm lý trở nên tò mò về cách hai thế giới dường như tách biệt này có thể làm việc cùng nhau trong thập niên 70. Tuy nhiên, do thiếu các mô hình cơ học có sẵn cho dòng nghiên cứu này, cuộc tranh luận đã bị tạm dừng. Sau đó, trọng tâm đã được chuyển sang nghiên cứu liên quan đến tầm nhìn trong tâm lý học xã hội.

## Lý thuyết hóa

### Phân tích
Các mô hình truyền thống của tự lừa dối được mô hình hóa sau khi lừa dối cá nhân, trong đó A cố ý có được B để tin rằng một số đề xuất p, tất cả các dù đã biết hoặc tin tưởng thực sự ¬ p (phủ định của p).  Lừa dối như vậy là cố ý và đòi hỏi sự lừa dối để biết hoặc tin ¬ p và người bị lừa dối để tin p. Trong chế độ truyền thống này, những người tự lừa dối phải (1) giữ niềm tin trái ngược và (2) cố tình tự giữ lấy một niềm tin mà họ biết hoặc tin thực sự là sai.
Tuy nhiên, quá trình hợp lý hóa có thể che khuất ý định tự lừa dối. Brian McLaughlin minh họa rằng sự hợp lý hóa như vậy trong một số trường hợp nhất định cho phép hiện tượng này. Khi một người, người không tin p, cố tình làm cho mình tin hoặc tiếp tục tin p bằng cách tham gia vào các hoạt động đó, và kết quả là vô tình khiến bản thân tin tưởng hoặc tiếp tục tin tưởng p thông qua suy nghĩ thiên vị, anh ta tự lừa dối mình theo cách thích hợp để tự lừa dối. Không có ý định gian dối là cần thiết cho việc này.